# ایبان گوتیررس
ایبان گوتیررس (اسپانیایی: Iván Gutiérrez‎؛ زادهٔ ۲۷ نوامبر ۱۹۷۸) دوچرخه‌سوار اهل اسپانیا است.
وی در مسابقات کشوری و بین‌المللی در مجموع برندهٔ ۱ مدال طلا، ۱ مدال نقره شده‌است.